# Schubert-Denkmal (Wien)

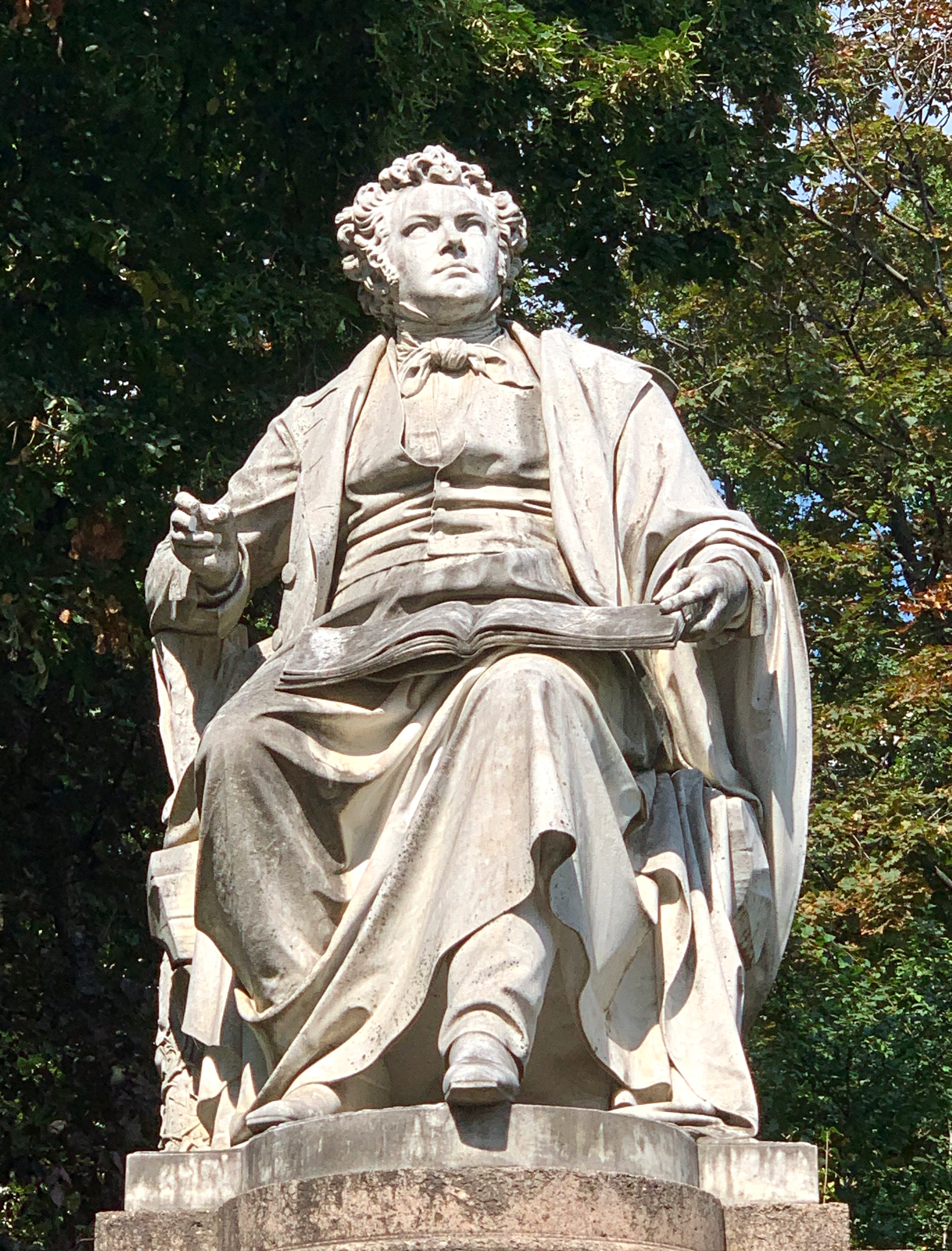
Schubert-Denkmal im Wiener Stadtpark

Das Schubert-Denkmal im Wiener Stadtpark ist eine Marmorskulptur, die den österreichischen Komponisten Franz Schubert (1797–1828) darstellt.

## Geschichte
Im Jahr 1862 wurde vom Wiener Männergesang-Verein ein Fonds zur Errichtung eines Schubert-Denkmals aufgelegt. Nach einigen Erörterungen bezüglich der Finanzierung und der Festlegung des Standorts wurde im Oktober 1868 der Grundstein für das Denkmal im Wiener Stadtpark in Anwesenheit des damaligen Wiener Bürgermeisters Andreas Zelinka gelegt. Die Sitzfigur wurde von dem österreichischen Bildhauer Carl Kundmann, der Sockel von dem dänisch-österreichischen Architekten Theophil von Hansen konzipiert. Die Enthüllung des Denkmals fand am 15. Mai 1872 statt.

## Beschreibung
Franz Schubert ist sitzend mit einem aufgeschlagenen Notenheft auf den Knien und einem Schreibstift in der rechten Hand dargestellt. Er ist mit einem offenen Mantel und einer Weste bekleidet. Ein zu einer Schleife gebundenes Tuch bedeckt den Hals. Er trägt keine Brille. Der Kopf ist leicht nach oben gewandt, der Gesichtsausdruck ist grüblerisch, als überdenke er gerade eine neue Komposition.
Über einer Stufenbasis befindet sich der quadratische Sockel, der auf der Vorderseite die Inschrift „FRANZ SCHUBERT. / SEINEM ANDENKEN / DER WIENER MAENNERGESANG-VEREIN / MDCCCLXXII.“, auf der Rückseite die Inschrift
„geboren zu Wien am XXXI. Jänner MDCCXCVII / gestorben zu Wien XIX. November MDCCCXXVIII“ trägt. Außerdem ist unter der Figur am Sockel die Inschrift „CARL KUNDMANN. / FEC. 1872.“ zu lesen. Der Sockel ist mit drei allegorischen Reliefs verziert: vorne „Die musikalische Phantasie“, links „Die Instrumentalmusik“, rechts „Die Vokalmusik“. Bei der Enthüllungsrede wurde auf Schuberts Verdienste für die Instrumentalmusik und für den Gesang besonders hingewiesen.

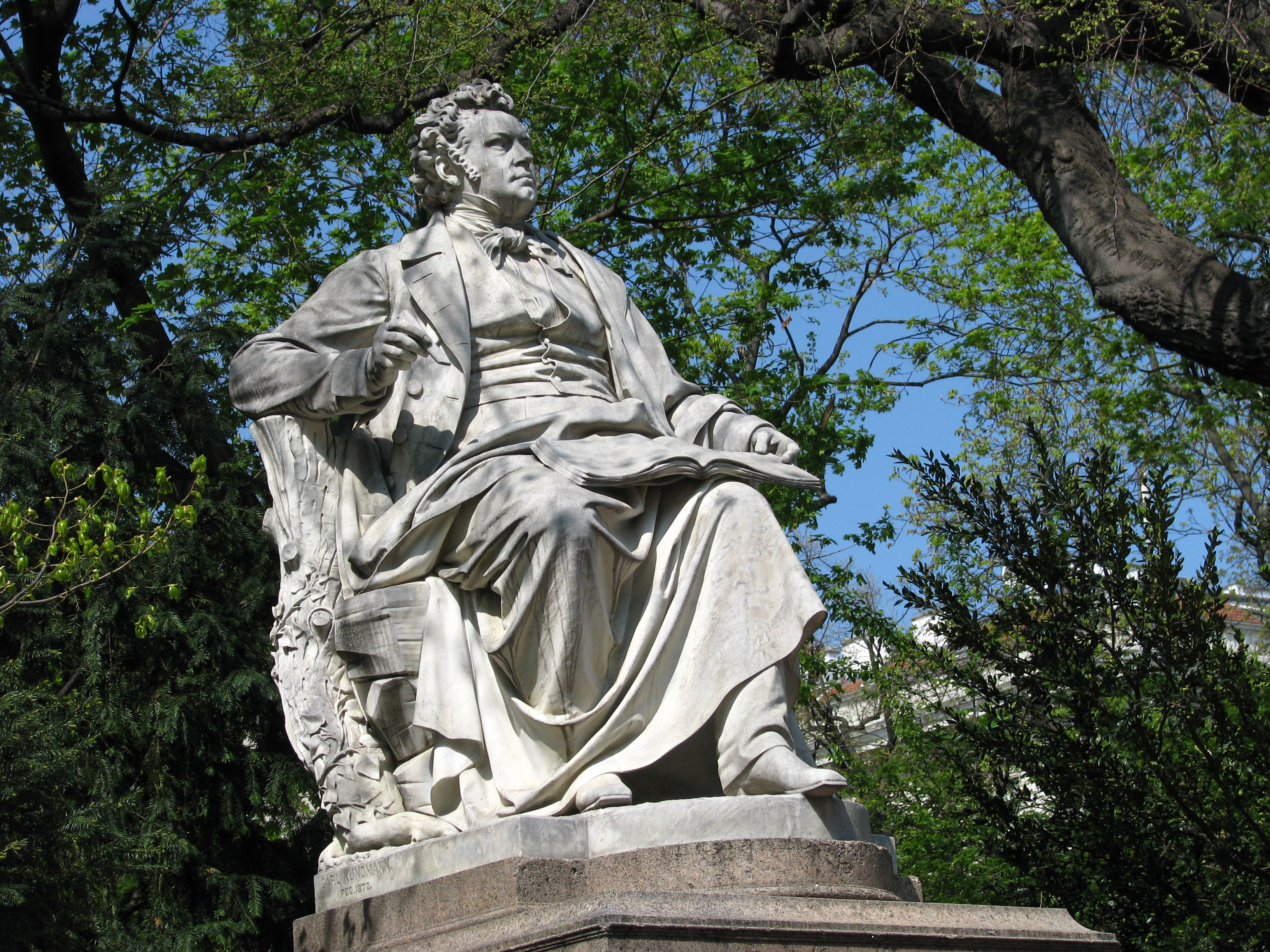
Seitenansicht
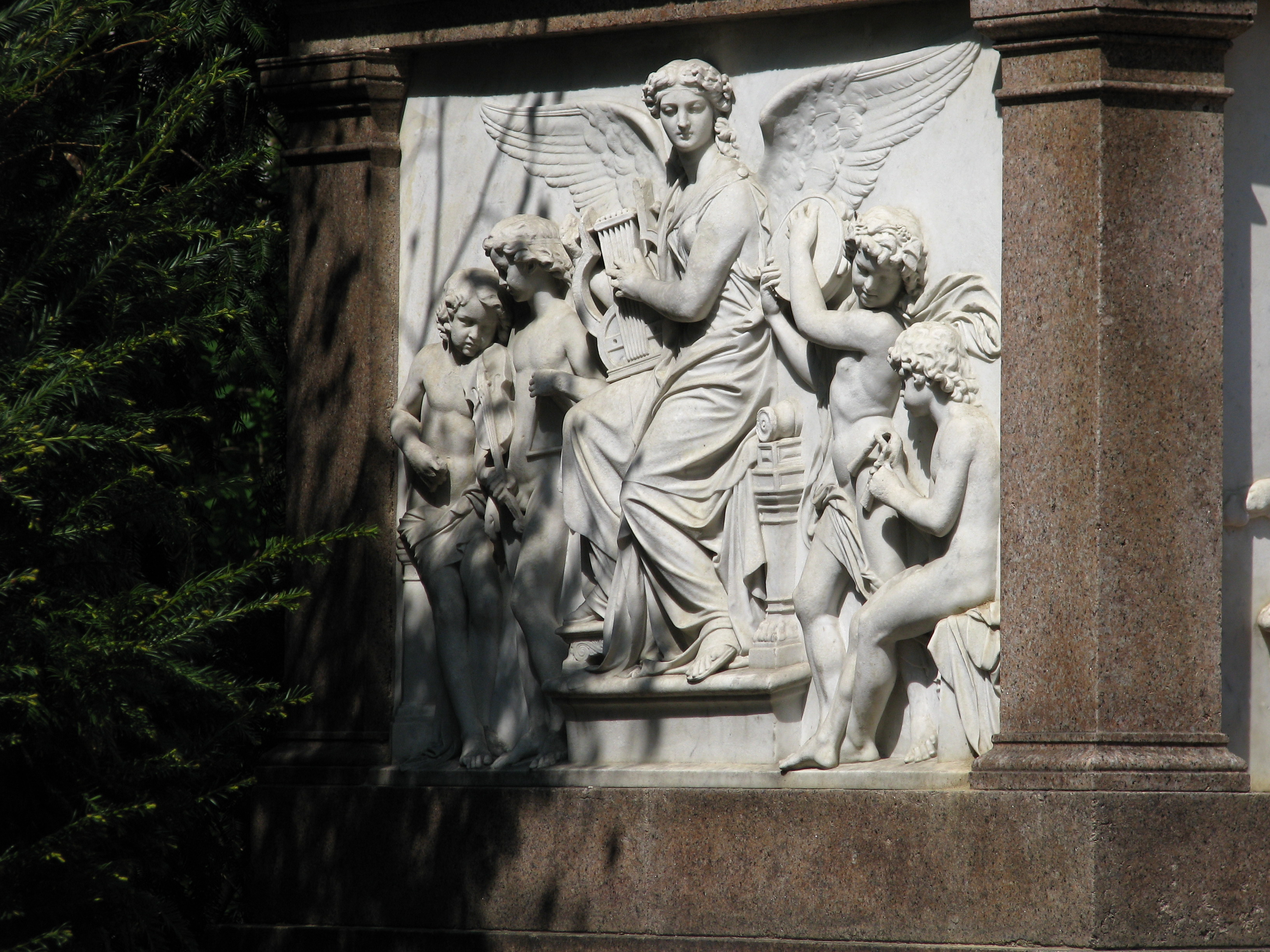
Die Instrumentalmusik
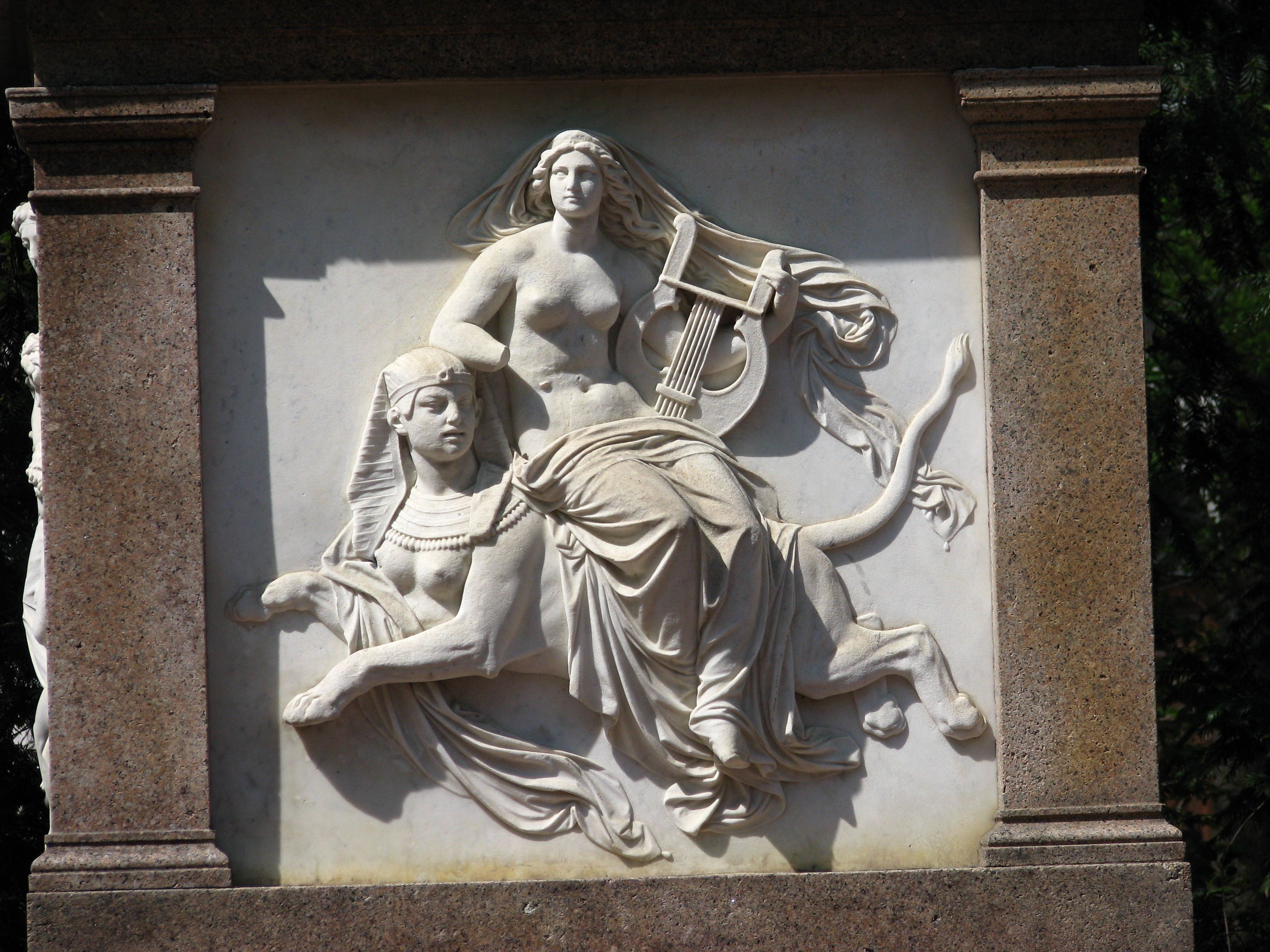
Die musikalische Phantasie
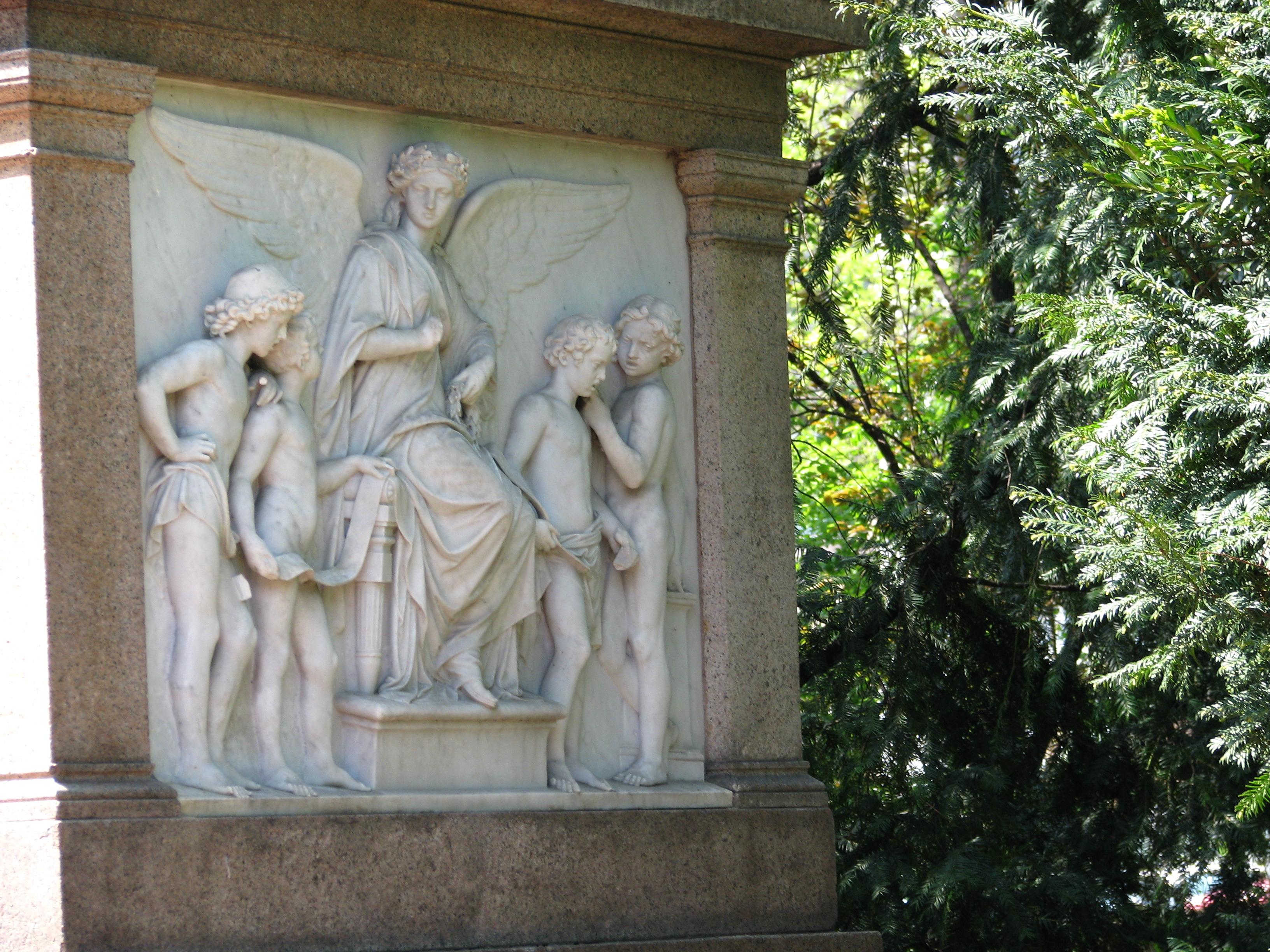
Die Vokalmusik
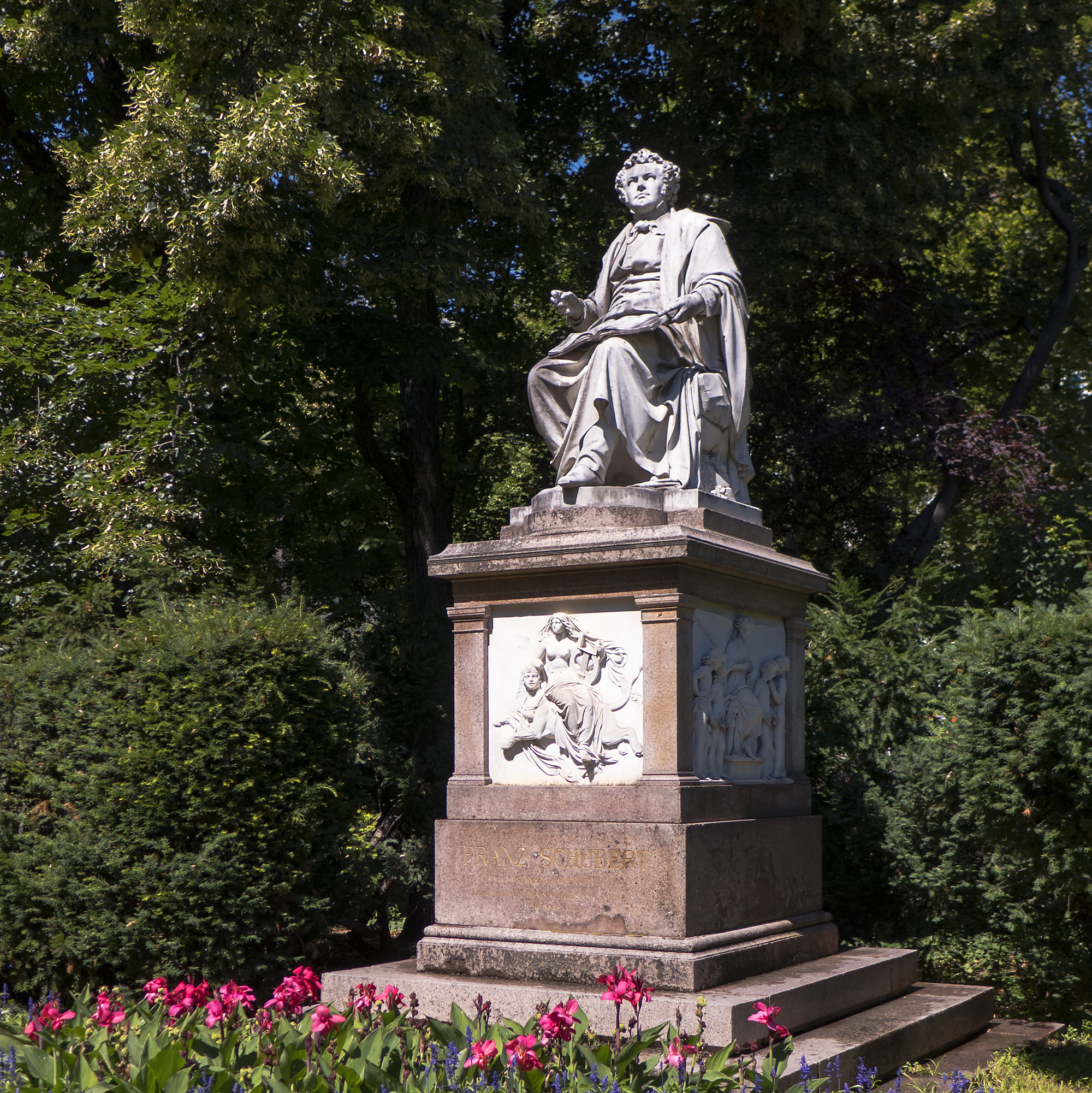
Gesamtansicht

## Weitere Denkmäler von Franz Schubert
Weltweit existieren weitere Denkmäler und Skulpturen zu Ehren von Franz Schubert, bei denen es sich überwiegend um Büsten handelt, beispielsweise in Stuttgart, Leipzig, Gmunden, Wien-Alsergrund, Klagenfurt, Želiezovce und Philadelphia.